# Cyrtolobus vau
Cyrtolobus vau är en insektsart som beskrevs av Thomas Say. Cyrtolobus vau ingår i släktet Cyrtolobus och familjen hornstritar. Inga underarter finns listade i Catalogue of Life.